# 주시드니 홍콩 경제무역대표부
주시드니 홍콩 경제무역대표부(중국어: 香港駐悉尼經濟貿易辦事處, 영어: Hong Kong Economic and Trade Office (Sydney), 준말: HKETO (Sydney))는 중화인민공화국 홍콩 특별행정구 정부가 오스트레일리아 시드니에 설치한 홍콩 경제무역대표부이다.
오스트레일리아에서 홍콩 특별행정구 정부를 대표하는 기구이며 오스트레일리아, 뉴질랜드를 관할한다. 오스트레일리아와 뉴질랜드의 정부 기관 및 기타 기관과의 유대를 강화하여 홍콩과 지역 간의 경제 및 무역 관계를 증진하는 역할을 한다. 또한 사회 문화적 측면에서 홍콩과 오스트레일리아, 뉴질랜드 간의 양자 업무를 처리하며 매년 홍콩을 홍보하는 활동을 적극적으로 조직하고 참여한다.

## 역사
오스트레일리아는 제2차 세계 대전 이후에 아시아 태평양 지역에서 홍콩의 중요한 영연방 무역 시장이었다. 이에 영국령 홍콩 정부는 자문 회의를 통해 1956년 멜버른 하계 올림픽을 계기로 무역 및 선전 활성화 차원에서 오스트레일리아 시드니에 홍콩 정부 대표부 설립을 건의했다. 홍콩 정부는 1958년에 영국 영연방관계부에 대표부 설립을 위한 협상을 요청했고 1959년 6월에는 오스트레일리아 연방 정부가 홍콩 정부 대표부 설립을 승인했다. 하지만 홍콩 정부의 재정적 여유와 상업적 이미지 부족으로 인하여 오스트레일리아 현지에서 사무실 운영 유지에 필요한 직원을 구하기 어려웠고 시드니 주재 대표부도 예정대로 운영할 수 없었다.
영국령 홍콩 정부는 오스트레일리아 연방 정부와 의회에서 적극적인 로비 활동을 전개하면서 시드니 주재 대표부 사무실을 마련했고 1960년 12월 1일에 주시드니 홍콩 정부 대표부(중국어: 香港政府駐悉尼辦事處, 영어: Sydney Office, the Hong Kong Government)를 설립했다. 그러나 재정 문제로 인하여 사무소 직원들에게 낮은 급여가 지급되었고 새 직원을 구하는 것조차 어려워졌다. 이에 홍콩 정부는 1966년 6월 22일에 시드니 주재 대표부를 폐쇄하게 된다.
1980년대 후반부터 무역에서 "아시아 우선" 정책을 채택한 오스트레일리아가 홍콩을 비롯한 동남아시아 국가에 더 많은 수출을 유치하면서 홍콩과 오스트레일리아의 관계가 더욱 긴밀해졌다. 1992년 이후에 홍콩과 오스트레일리아 간의 교역량은 매년 평균 10% 이상 증가했다. 크리스 패튼 영국령 홍콩 총독은 오스트레일리아를 방문한 이후에 홍콩 정부에 시드니 주재 대표부를 재설립할 것을 지시했다. 이는 홍콩의 경제 및 무역 이익을 보호하는 동시에 홍콩의 부패, 언론의 자유 열악, 당시 높은 생산 비용에 대한 오스트레일리아 국민의 부정적인 인상을 바꾸기 위한 목적이었다.
주시드니 홍콩 정부 대표부는 1995년 10월에 오스트레일리아, 뉴질랜드와 홍콩 간의 관계를 처리하기 위해 문을 열었다. 1990년대 오스트레일리아의 부동산 시장 침체를 틈타 홍콩 정부는 1980년대 후반에 시드니 중심업무지구로 이전한 오래된 그리셤 호텔을 전량 매입하여 저렴한 가격으로 인수받았다. "홍콩 하우스"(Hong Kong House)라고 명명된 이 건물에는 인베스트 홍콩, 홍콩 무역발전국, 홍콩 관광진흥청 시드니 대표부와 같은 건물을 사용한다.
그러나 대표부는 1997년 7월 1일로 예정된 홍콩 반환과 관련된 문제에 직면했다. 홍콩 정부는 대표부와 특권과 면책 특권 문제를 대외적으로 처리하는 한편 보수를 포함한 직원의 근무 조건을 조정해야 했다. 이러한 내부 절차는 1996년 11월부터 1997년 5월 사이에 완료되었다.

## 역대 대표
1. 죽긴판 (중국어: 祝建勳, 임기: 1995년 10월 2일 ~ 1998년 10월 18일)
2. 제니 월리스 (중국어: 華陳真妮, 영어: Jenny Wallis, 임기: 1998년 10월 19일 ~ 2007년 9월 19일)
3. 웡롱시 (중국어: 黃浪詩, 임기: 2007년 9월 20일 ~ 2010년 7월 11일)
4. 팍가라이 (중국어: 柏嘉禮, 임기: 2010년 7월 12일 ~ 2014년 8월 4일)
5. 커이충팍 (중국어: 區松柏, 임기: 2014년 8월 5일 ~ 2018년 1월 8일)
6. 판와이밍 (중국어: 范偉明, 임기: 2018년 1월 9일 ~ 2020년 12월)
7. 찬초윙 (중국어: 陳楚穎, 임기: 2021년 1월 ~ 2021년 6월)
8. 람메이이 (중국어: 林美儀, 임기: 2021년 7월 ~ 현재)

## 같이 보기
- 홍콩 경제무역대표부